# 新疆生产建设兵团第一师八团
新疆生产建设兵团第一师八团是中华人民共和国新疆生产建设兵团第一师下辖的一个团，与新疆维吾尔自治区阿拉尔市塔门镇实行“团镇合一”的管理体制。

## 行政区划
新疆生产建设兵团第一师八团下辖以下单位：
团部、一连、二连、三连、四连、五连、六连、七连、八连、九连、农二队和农四队。